# Tjina
Tjina (en georgiano: თხინა; en abjasio: Ҭхьына) es un pueblo que pertenece a la parcialmente reconocida República de Abjasia, dentro del distrito de Ochamchira, aunque de iure es parte del municipio de Ochamchire de la República Autónoma de Abjasia de Georgia.

## Geografía
Tjina se encuentra en el margen derecho del río Mokvi y está a 25 km al norte de Ochamchire. Limita con Otapi y Arasadziji en el norte; Chlou en el oeste, Gupi en el este y también Yali en el sur. Las aldeas de Abaazhvaju y Ajivaa están bajo la administración del pueblo. 

## Historia
Una de las leyendas locales indica que en el pueblo de Tjina en el siglo XIX, una mujer llamada Zana vivía entre los campesinos, similar en descripción a bigfoot ("mujer salvaje", de gran estatura y completamente cubierta de pelo). Según la leyenda, tuvo varios hijos de personas del pueblo. Zana también se menciona en la novela Sandro de Chachba de Fazil Iskander.
Tjina perteneció a la región histórica de Abzhua, dentro del principado de Abjasia, donde los abjasios han sido siempre mayoría.
Después del establecimiento de la Unión Soviética, los bolcheviques abjasios comenzaron a exigir que, como parte de la reforma administrativa de la RASS abjasia en la década de 1930, reemplazando los antiguos distritos rusos del distrito, se establecieran nuevos límites entre los distritos de Ochamchire y Gali en una base etnolingüística. Durante la guerra de Abjasia (1992-1993), la aldea estaba controlada por guerrillas abjasias.

## Demografía
La evolución demográfica de Tjina entre 1926 y 2011 fue la siguiente:
| 895                                                 | 1058 | 995 | 654 |
| (Fuente: Population of Abkhazia since Soviet times) |      |     |     |

La población de Tjina ha disminuido un más de un tercio (la población que se fue era en su mayoría georgiana) tras la guerra de Abjasia. Sin embargo, tradicionalmente siempre han sido mayoritarios los abjasios étnicos. 
|              | 2011      | 2011       |
| Grupo étnico | Población | Porcentaje |
| ------------ | --------- | ---------- |
| Georgianos   | 0         | 0%         |
| Abjasios     | 650       | 99,4%      |
| Rusos        | 3         | 0,5%       |
| Armenios     | 1         | 0,2%       |
| Total        | 654       | 100%       |